# Drápatečka Beottgerova
Drápatečka Beottgerova (Hymenochirus boettgeri), známá také pod jménem drápatka trpasličí, je žába z čeledi pipovití (Pipidae) a rodu drápatečka (Hymenochirus). Popsal ji Gustav Tornier roku 1896.

## Výskyt
Drápatečka Beottgerova se hojně vyskytuje ve střední Africe, žije například v Nigérii, Kamerunu, Gabonu či Demokratické republice Kongo. Pravděpodobně ji lze najít i v Republice Kongo a Angole, ale o výskytu zde neexistují záznamy. Žije ve zdejších tropických deštných lesích v klidných vodních stanovištích chráněných před slunečními paprsky, může však přežívat i v druhotných lesních stanovištích. Obývá řadu chráněných oblastí. Mezinárodní svaz ochrany přírody (IUCN) proto přiřkl tomuto druhu status málo dotčený (LC). Lokálně však mohou být populace ohroženy ztrátou přirozeného prostředí.

## Popis

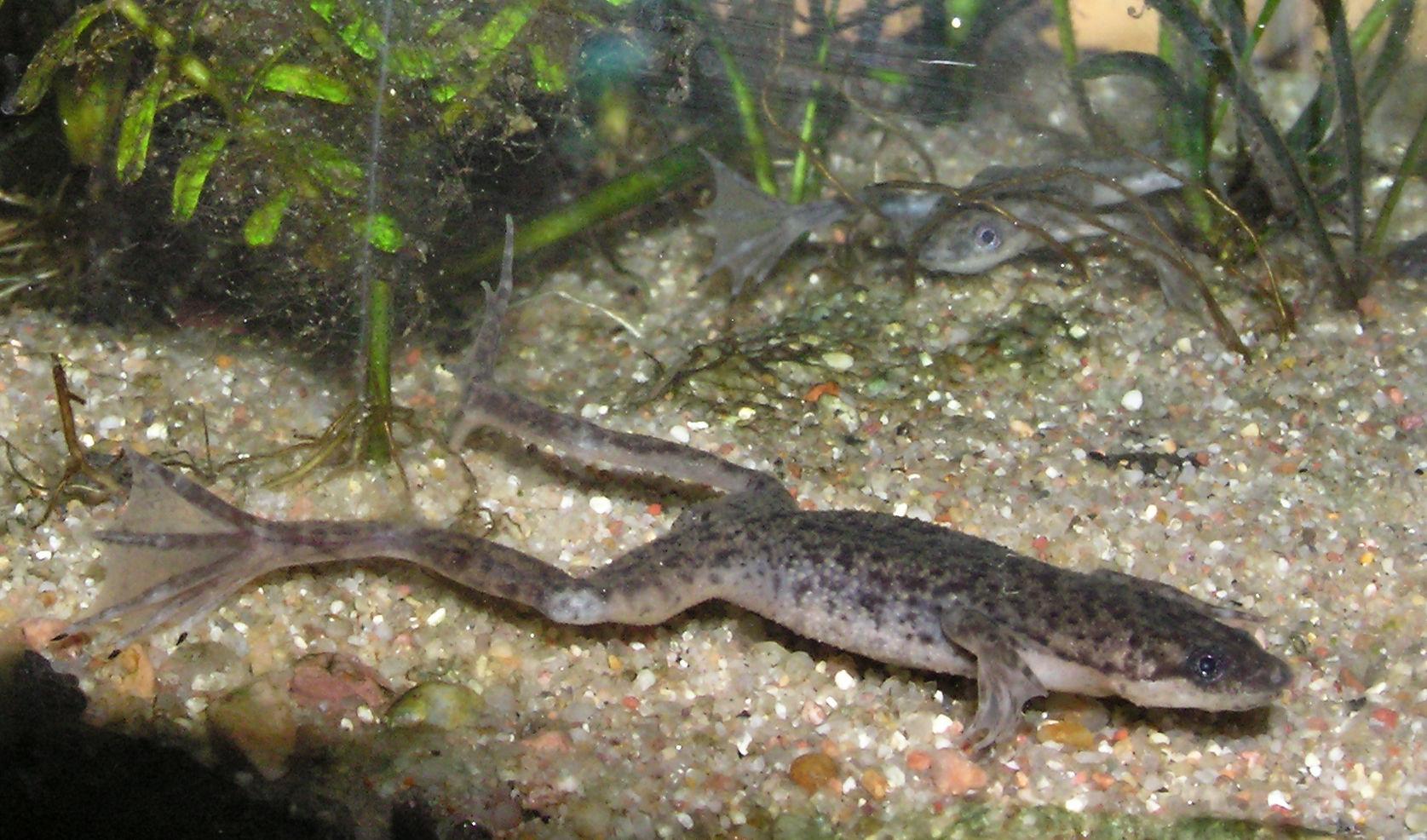
Plavající drápatečka

Samičky drápatečky Beottgerovy měří 35 mm, samci jsou menší a jejich hlava působí oteklým dojmem, což je zapříčiněno membránou, která přenáší zvukové signály do ucha (tympanum), jež je dvojnásobná ve srovnání se samicemi. Končetiny jsou dlouhé (zadní jsou opatřeny drápky), hlava úzká. Zbarvení se pohybuje od olivové až po hnědou a tělo je navíc posázeno skvrnami. Díky tomuto zbarvení dokáže žába splynout s prostředím. Možná záměna může nastat s druhem drápatečka krátkonohá (Hymenochirus curtipes).
Tato drápatečka žije skrytým životem na dně vodních ploch a ve volné přírodě ji lze spatřit pouze zřídka. Samci lákají samice několikasekundovými tichými trylky. Při páření dochází k tříselnému amplexu, který trvá i několik hodin. Pár takto plave směrem k hladině, kde provede otočku a samice vždy naklade část snůšky. Pulci jsou drobní a mají slabě pigmentovaný ocas. Nejprve se živí prvoky, které nasávají do tlamy, postupně začínají lovit větší potravu. Dospělci se živí menšími vodními bezobratlými.

## Chov
Drápatečka Beottgerova je oblíbeným chovancem, kterého je vhodné chovat v akváriu s vodou o teplotě nad 21 °C, osvětleném 8 až 12 hodin denně, možné je nasadit do něj rostliny. Snáší se i s rybami. Tato drápatečka se dožívá až 18 let.